# Rocco Ríos Novo
Rocco Ríos Novo (Los Ángeles, California, 4 de junio de 2002) es un futbolista estadounidense-argentino que juega como arquero en el Inter de Miami de la Major League Soccer.

## Trayectoria

### Lanús
Nació en Los Ángeles, sin embargo, desde pequeño migró con toda su familia a Argentina. Hizo la prueba en Lanús cuando tenía apenas seis años y quedó para jugar en las infantiles del club. Fue promovido a entrenar con el plantel profesional durante la pretemporada de 2020.

### Atlanta United
El 2 de marzo de 2021 fue cedido a préstamo al Atlanta United 2.
Debutó oficialmente con tan solo 18 años en la primera división el 6 de abril de 2021, cuando el arquero titular, Brad Guzan salió expulsado del encuentro frente a Alajuelense y salvó así, al Atlanta United en Concachampions.

### Phoenix Rising
Fue cedido a préstamo en enero de 2023 a Phoenix Rising FC de la USL Championship, torneo en el cual salió campeón y fue elegido el MVP, convirtiéndose en figura en la tanda de penales en la definición del título.

## Selección argentina
Fue convocado en todas las selecciones juveniles argentinas, destacando el Sudamericano Sub-17 del 2019 en el que fueron campeones y en el Preolímpico 2024 donde obtuvieron la medalla de plata.

## Clubes
| Club                 | País           | Año       |
| -------------------- | -------------- | --------- |
| Atlanta United F. C. | Estados Unidos | 2021-2022 |
| Phoenix Rising F. C. | Estados Unidos | 2023-2025 |
| Inter de Miami       | Estados Unidos | 2025-act. |